# Cosacos de Siberia

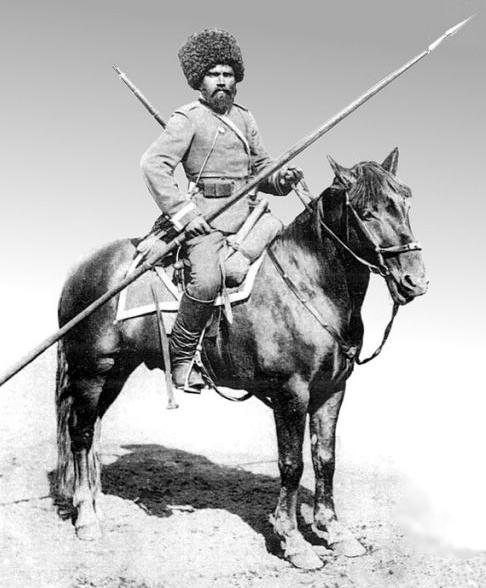
Cosaco siberiano, c. década 1890

Los cosacos de Siberia eran cosacos que se asentaron en la región de Siberia en Rusia desde el fin del siglo XVI. En 1808, Alejandro I de Rusia creó la Hueste de Cosacos de Siberia. En 1867, los cosacos del Semirechye creados fuera de los cosacos de Siberia para servir en Kazajistán y en Kirguistán.
Los cosacos de Siberia participaron en muchos conflictos militares de los siglos XIX y XX. En 1918, la Hueste de Cosacos de Siberia fue oficialmente disuelta. Muchos de estos formaron unidades militares y se unieron al almirante Aleksandr Kolchak en su lucha contra los bolcheviques.
Durante la Segunda Guerra Mundial, muchos cosacos de Siberia lucharon del lado de la Unión Soviética. Sin embargo, algunos se unieron al 2º Rgto. Cosaco Siberiano, parte de la Primera División Cosaca alemana. En 1945, cuando se rindieron a las tropas británicas, la mayoría de ellos fueron entregados a la URSS, que los deportaría a los gulags., no siendo liberados hasta la muerte de Stalin (1953). 
Actualmente, un régimen de las Fuerzas Terrestres Rusas en Borzya en el Distrito Militar de Siberia tiene el título cosaco.